# اینا، ناگانو
اینا در استان ناگانو در کشور ژاپن  واقع شده‌است  که دارای جمعیت ۷۱٬۹۳۷ نفر و مساحت ۶۶۷٫۸۱ کیلومتر مربع با تراکم جمعیت ۱۰۸  نفر در کیلومترمربع است و در تاریخ ۳۱ مارس ۲۰۰۶ به عنوان شهر شناخته شد.